# Wladimir Wladimirowitsch Rykow
Wladimir Wladimirowitsch Rykow (russisch Владимир Владимирович Рыков; * 13. November 1987 in Nowosibirsk) ist ein russischer Fußballspieler.

## Karriere

### Verein
Rykow begann seine Karriere bei Tschkalowez-1936 Nowosibirsk. Zur Saison 2005 wechselte er zu Tschkalowez Nowosibirsk. Für den Drittligisten kam er in zwei Spielzeiten zu 43 Einsätzen in der Perwenstwo PFL. Nach der Saison 2006 stellte der Klub den Spielbetrieb ein. Zur Saison 2007 wechselte Rykow daraufhin zum Zweitligisten SKA-Energija Chabarowsk, für den er allerdings nie ein Spiel absolvieren sollte. Im April 2007 wechselte er leihweise zum Drittligisten FK Smena Komsomolsk-na-Amure, für den er bis Saisonende zu 22 Einsätzen kam. Die Saison 2008 verbrachte er leihweise bei einem anderen Drittligisten, Gasowik Orenburg. In Orenburg machte er 21 Drittligapartien.
Nach dem Ende der Leihe kehrte Rykow nicht mehr nach Chabarowsk zurück, sondern wechselte zur Saison 2009 zur drittklassigen Reserve von Saturn Ramenskoje. Nach elf Einsätzen für diese wechselte er während der Spielzeit im August 2009 zum Zweitligisten Kamas Nabereschnyje Tschelny. Dort gab er im selben Monat gegen den FK Witjas Podolsk sein Debüt in der Perwenstwo FNL. Bis Saisonende kam er zu elf Zweitligaeinsätzen für Kamas. Zur Saison 2010 schloss er sich dem Ligakonkurrenten Wolga Nischni Nowgorod an. Für Wolga kam er zu nur dreimal zum Einsatz und so kehrte er im August 2010 wieder nach Nabereschnyje Tschelny zurück. In einem weiteren Jahr bei den Tataren absolvierte der Innenverteidiger 38 Zweitligapartien. Im August 2011 wechselte Rykow zum Erstligisten FK Dynamo Moskau. Sein erstes Spiel in der Premjer-Liga machte er im September 2011 im Derby gegen ZSKA Moskau. Bis zum Ende der Saison 2011/12 kam er zu elf Erstligaeinsätzen. In der Saison 2012/13 kam er siebenmal zum Einsatz.
Zur Saison 2013/14 wurde er innerhalb der Liga an Tom Tomsk verliehen. Bis zum Ende der Leihe kam er zu 27 Einsätzen für Tom in der Premjer-Liga, aus der der Klub zu Saisonende allerdings abstieg. Zur Saison 2014/15 kehrte Rykow nicht mehr zu Dynamo zurück, sondern wechselte innerhalb Moskaus zu Torpedo Moskau. Bei Torpedo wurde er im August 2014 nach dem Abgang von Dmitri Aidow Kapitän. Für Torpedo machte er insgesamt 28 Spiele, mit dem Verein stieg er allerdings ebenfalls aus der höchsten Spielklasse ab. Rykow blieb der Liga aber erhalten und wechselte zu Mordowija Saransk. In Saransk kam er zu 27 Einsätzen, aber auch mit Mordowija stieg er zu Saisonende aus der Premjer-Liga ab.
Daraufhin kehrte er zur Saison 2016/17 zum mittlerweile nur noch zweitklassigen FK Dynamo Moskau zurück. In seiner ersten Saison nach der Rückkehr kam er zu 23 Einsätzen in der Perwenstwo FNL, mit Dynamo stieg er zu Saisonende in die Premjer-Liga auf. In den folgenden drei Spielzeiten kam er zu insgesamt 59 Einsätzen in der höchsten Spielklasse. Zur Saison 2020/21 wechselte Rykow innerhalb der Liga zu Ural Jekaterinburg. In eineinhalb Jahren bei Ural absolvierte der Defensivspieler 25 Partien in der Premjer-Liga. Im Januar 2022 wurde sein Vertrag in Jekaterinburg aufgelöst. Ende des Monats wechselte er daraufhin zum Drittligisten Rodina Moskau.

### Nationalmannschaft
Rykow absolvierte im September 2012 eine Partie für die russische B-Nationalmannschaft und machte dabei auch ein Tor.